# باول مكلارين
باول مكلارين (بالإنجليزية: Paul McLaren)‏ هو لاعب كرة قدم بريطاني في مركز الوسط، ولد في 17 نوفمبر 1976 في هاي ويكومب في المملكة المتحدة. لعب مع أكسفورد يونايتد وبرادفورد سيتي وشيفيلد وينزداي ونادي ترانمير روفرز ونادي روذرهام يونايتد ونادي لوتون تاون.

## وصلات خارجية
- باول مكلارين على موقع قاعدة بيانات كرة القدم.إي يو (الإنجليزية)
- باول مكلارين على موقع Soccerbase.com (لاعب) (الإنجليزية)